# 妙蔵寺 (小牧市)

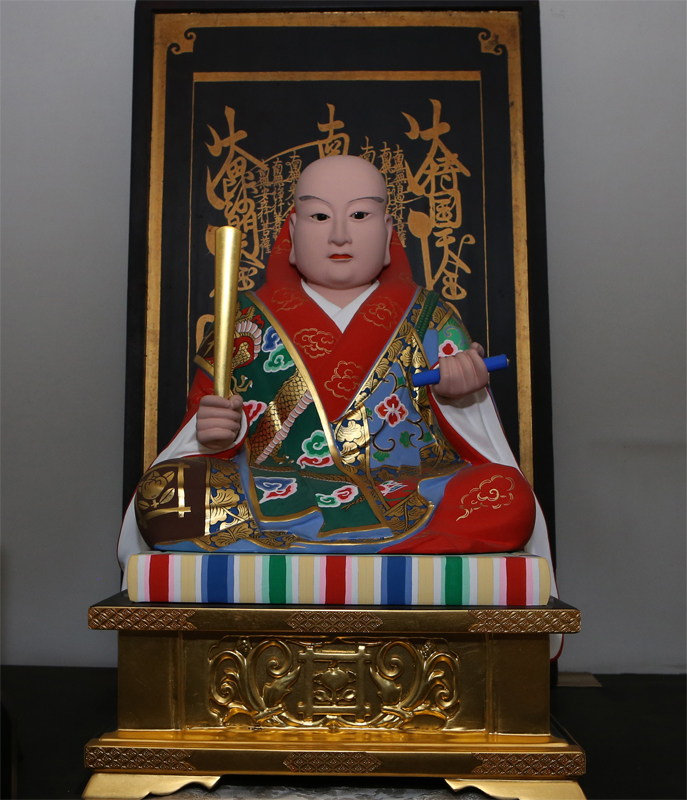
開山 九老僧 日澄。鎌倉時代制作。平成11年修復

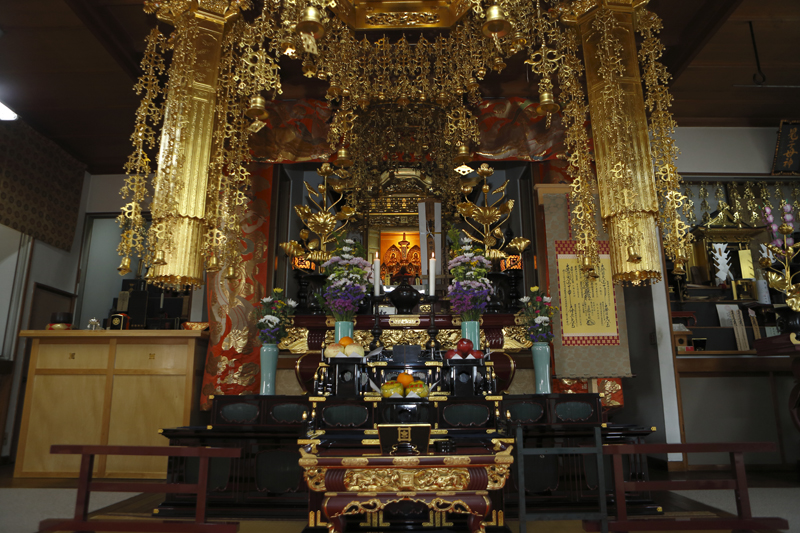
本堂内陣

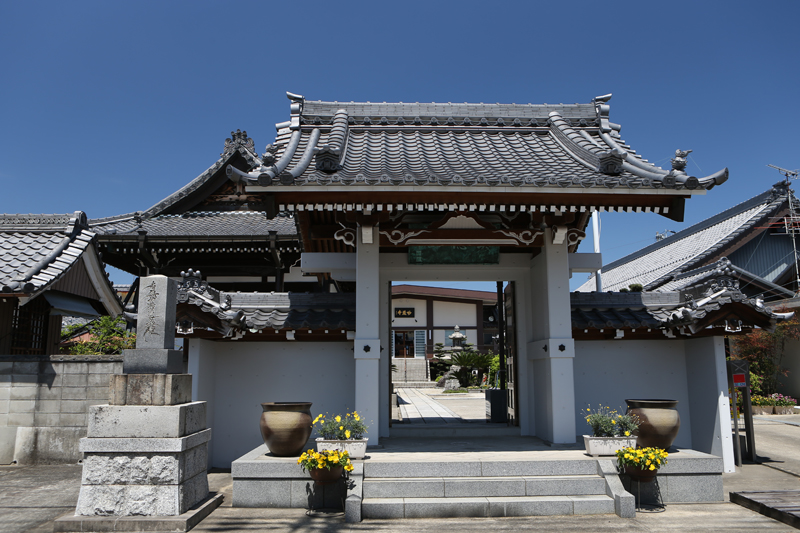
山門。正面奥は本堂。境内左に祖師堂。右に庫裏客殿

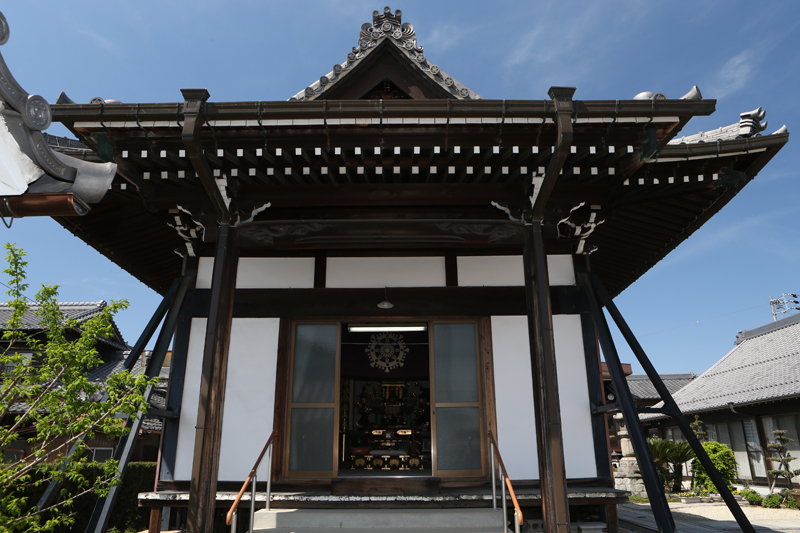
祖師堂

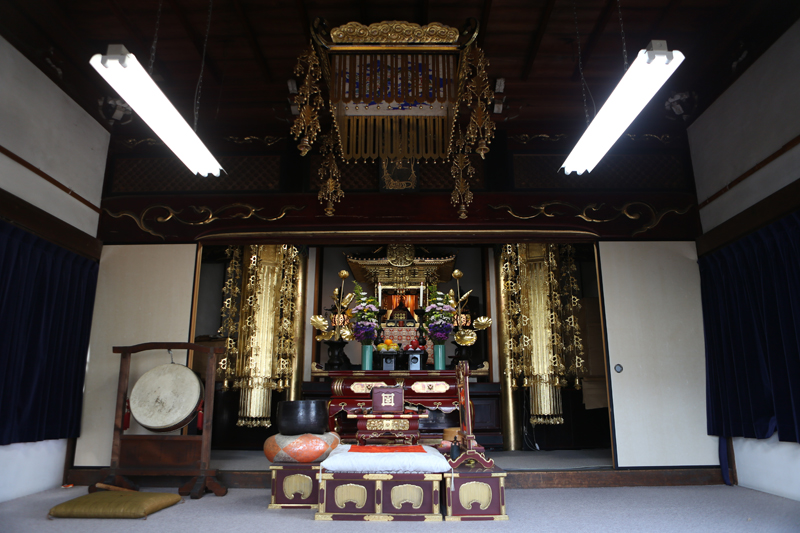
祖師堂 内陣

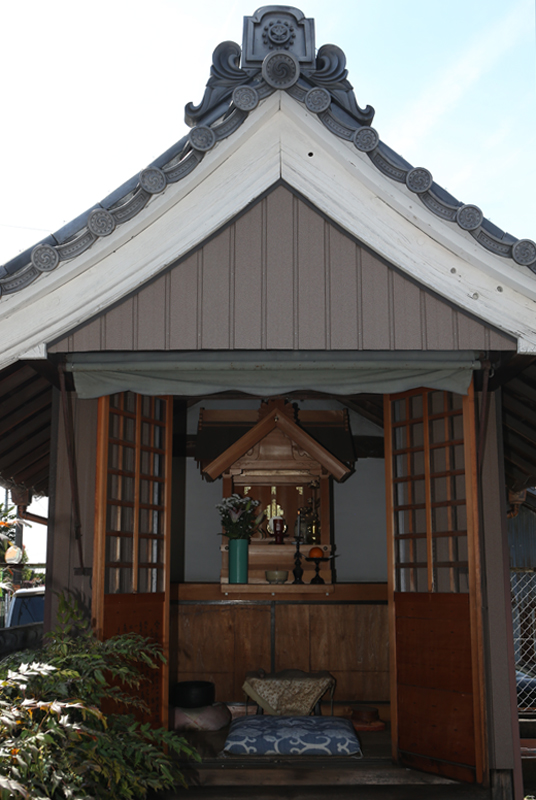
三十番神堂

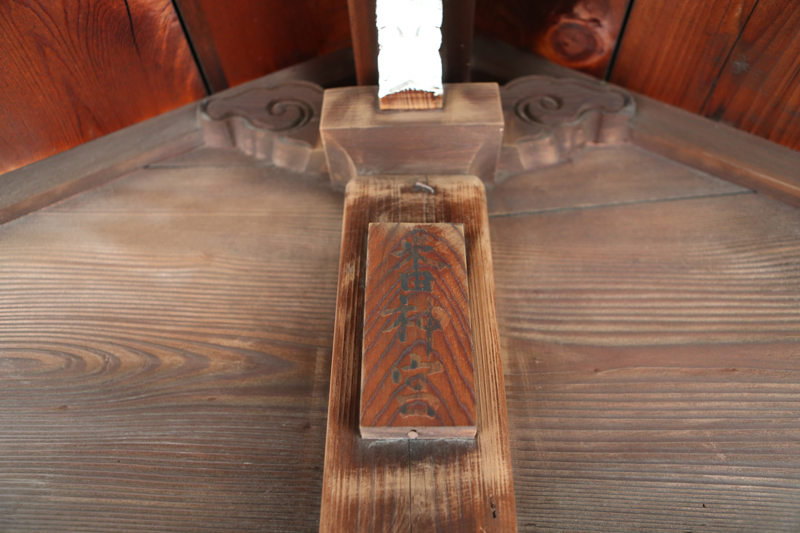
番神堂表札

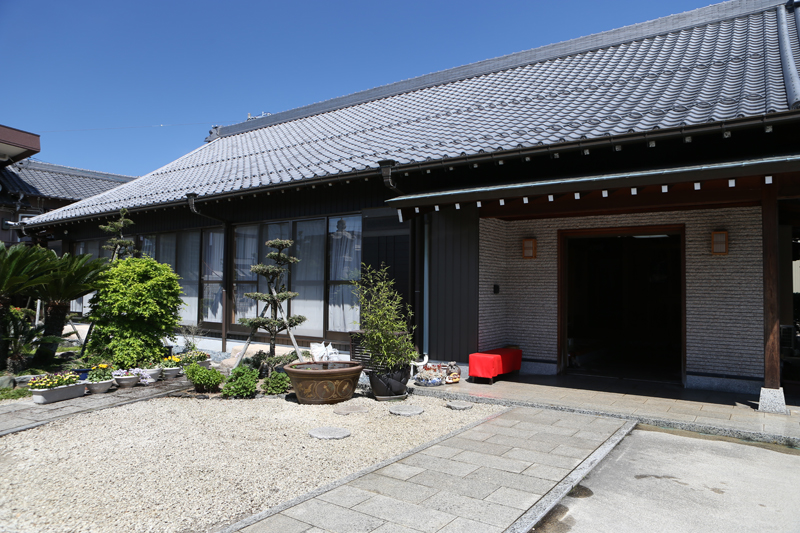
客殿 / 庫裏

妙蔵寺（みょうぞうじ）は、愛知県小牧市にある日蓮宗の寺院で、山号は具徳山。管理・運営者は、宗教法人「妙蔵寺」。

## 歴史
創建年は元亨4年（この年の旧暦12月9日に正中に改元）1324年。寺伝によれば、全国各地を布教しながら旅をしていた九老僧日澄（またの名を大乗坊日澄）が、高齢のため旅が困難となり、地主の手厚い帰依を受け、地主屋敷の一棟を寄進された。この地で余生を過ごす事を決した日澄は、自佛像として片時も傍を離さず、遷化の息を引き取るその日まで給仕礼拝を欠かさなかった日蓮像（四高祖の一躰であり胎内より日蓮の直筆断簡が納められてあり、現在は別の箇所に厳重に保管されている）を住いに奉安し法華堂と称して草庵としたのが始まり。その後に直弟子の日宗が、遺言に従って日蓮の御霊が眠る身延山久遠寺の御廟に埋葬するため道中の搬送を考慮し師を荼毘にふした。日宗が再び南外山村に帰って地主と村民からの協力を受け、師の七回忌に合わせ本堂と庫裡を創建したと伝承される。
| 妙蔵寺由緒歴代記から引用 |
| --- |
| 当山開山日澄聖人僧都ハ日法聖人ノ作ニナル祖師ノ尊像ヲ負ヒテ当村ニ来リ 元亨四年八月六日（皇紀一九八四年）一字ヲ建立法華堂ト称シ祖師御尊像ヲ奉安シ晩年此ノ堂ニテ各地遊化ナサレタル御足ヲ休メ心安ラカニ給仕勤行ナサレ化道成弁ヲ遂ゲル 日澄聖人示寂後法子日宗正慶元年（皇紀一九九二年）師ノ七回忌ニ際シ本堂及庫裡ヲ創建シ山寺號ヲ公称シテ具徳山妙蔵寺ト云フ應安六年（皇紀二〇三三年）日宗上人遷化自ヲ第二世開基トス 尓後六百有余年当國四高祖トシテ門下霊場ノ一所ナリ |

『東春日井郡誌』の書籍には、開基以来、約700年に渡り当山に古文書にて伝承されてきた由緒とは明らかに誤った記述がなされている。妙蔵寺は約700年の間、火難に一度も見舞われることなく現存する古文書、及び寺宝によって伝統を今日に伝えるが、『東春日井群誌』には、妙蔵寺の歴史の裏付けとなる寺宝と什物たる古文書に記された内容とは、大きく異なった内容で史実が書き替えられている。大正12年に『東春日井郡誌』の出版が行われる際、当山の由緒資料の提出には、当山に伝承されてきた正確な資料文献と、提出書類との照合がされず、当時の住職による独断にて文中には伝承と異なった言葉が使われている。大正9年11月前後頃に妙蔵寺28世の代によって起きた出来事であることが、当時、28世本人の手によるものと思われる下書き書類も証拠として現存しており、その内容から明白な妙蔵寺由緒伝の改ざんが事実であることが判明している。

## 伽藍・勧請

### 伽藍
- 祖師堂：第21世 深孝院日勤代 建立。
- 本堂：小牧市内初の鉄筋コンクリート建築の本堂。木造建築の本堂よりも、年間の火災保険料をはじめ設備維持運営費が掛からず、現代の寺院運営の在り方として注目される（昭和48年 第31世 體祥院日透代 再建）。
- 三十番神堂：三十番神像 第十一世 潮音院日賢作。
  - 旧三十番神堂：宮大工 波田野藤吉 作と記されている。第十一世 潮音院日賢代。
  - 現三十番神堂：平成七年改修　第31世 日透代。
- 山門：第31世 體祥院日透代 再建。
- 庫裡客殿：平成8年 第31世 體祥院日透代 再建。
- 山務室
- 水屋
- 法界萬霊塔：昭和57年 第31世 體祥院日透代 建立。平成19年6月19日 未明に降った豪雨により崩壊。
- 安穏廟：世界初の石材にて木組み型構造による和式宮殿が妙蔵寺に建造された（用途＝永代納骨供養霊廟の事で名称を安穏廟と言う。平成27年 第32世 大聖蓮乗院日瓏代 建立）。
- 墓地：平成11年11月 第31世體祥院日透代 整備。現在墓地拡張工事予定中。
- 水洗：昭和5年3月 第29世妙啓院日晃代 新調。平成27年5月 第32世 大聖蓮乗院日瓏代 移転改修整備。
- 境内便所：第31世 體祥院日透代 再建。
- 本堂：平成26年外壁の大修繕が行われた。第32世 大聖蓮乗院日瓏代。
- 三十番神堂：現在は、年に二度（12月31日大晦日大祭と10月15日お会式）特別開帳がされる。

※ [上記妙蔵寺保管資料を参照されたし]

### 勧請
- 本尊勧請形式：一塔両尊四師。
- 本師釈迦牟尼佛：多寶如来・四菩薩・文殊菩薩・普賢菩薩・不動明王・愛染明王・四天王。
- 四高祖：開運祖師、日蓮大聖人。日法作。
- 子授け子育て子守り鬼子母神 / 十羅刹女：第11世 潮音院日賢作。
- 鬼形鬼子母神
- 七面大明神：寛延元年九月 第11世 潮音院日賢作。
- 北辰妙見大菩薩
- 大黒天
- 三十番神：寛延元年九月 第11世 潮音院日賢作。
- 眼病平癒：行学院日朝。
- 加藤清正公

## 雰囲気
古くから日澄聖人の法華布教の功績から外山法華と言われる、法華の信仰が根付いた地域の中に妙蔵寺があり、周辺は歴史的にも古く、屋敷民家が密集した地域で、12日の夜間には町人による法華信仰の講中で、辺りからもお題目、南無妙法蓮華経を唱える声や、木柾の音、さらに昔は太鼓の音が響き渡る地域で、「信仰の村」という雰囲気があった。現在は、講中の活動はさほどではないが、日中は日々、お寺、墓参の者の姿をよく見かける地域である。

## 御朱印
江戸時代に出版された当時の観光ガイドとも言える『尾張名所図絵』にも掲載されていた四高祖寺として名高い歴史をもつため、現在でも御朱印を求めて来山される参拝者が多い。

## その他
現住職の太田日瓏（にちろう）が、毎年、12月31日の大晦日に行われる歳末迎春大祭で、住職をはじめ一般の檀信徒やそれ以外の参加者が、冷水をかぶり身を浄め厄払いを行う水行祭が執り行われているが、平成14年に東海地方において僧侶以外の一般者と共に水行を行いはじめた事や、一般女性が住職と共に水行を行った事などは、近代における最初の寺院の走りとなり、当時、新聞にも掲載され地域の話題となった。同県他県の他寺院の若い僧侶が次から次へと同じように大晦日など寒中に、一般者と共に水行を行うブームを引き起こした事は、近代の妙蔵寺と東海地方に新しい歴史を刻んだ事と、またこの水行祭は特に参加希望者を募った訳でもなく、それぞれが信仰を求め自主的に参加している姿は特筆される。
更には、平成17年12月、当時は愛知県下でも寺院の総代に女性を登用したことは類を見ない例で（県庁：『愛知県宗教法人名簿』参照）、奇抜な布教活動をはじめ寺院運営の在り方は、他からも目を見張るものがある（愛知県県庁 - 宗教法人課）。

### 歳末迎春大祭水行祭の画像

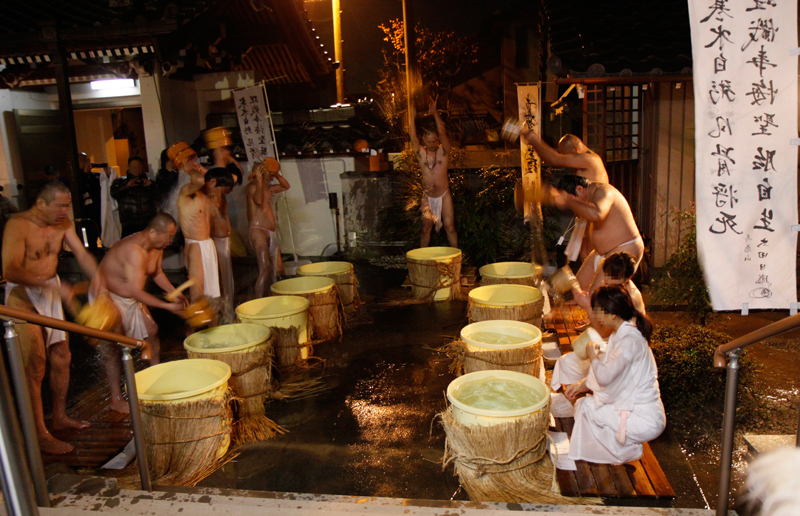
歳末迎春大祭水行祭 一般者との水行（2014年）
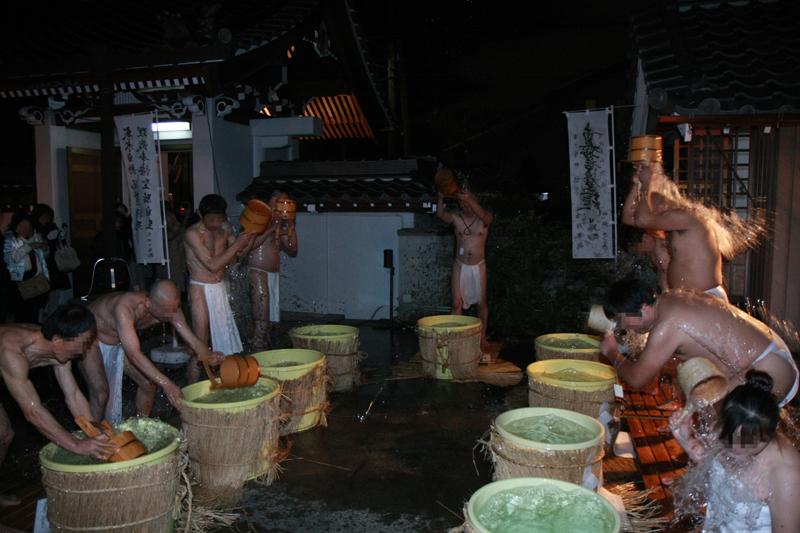
歳末迎春大祭水行祭 一般者との水行（2012年）
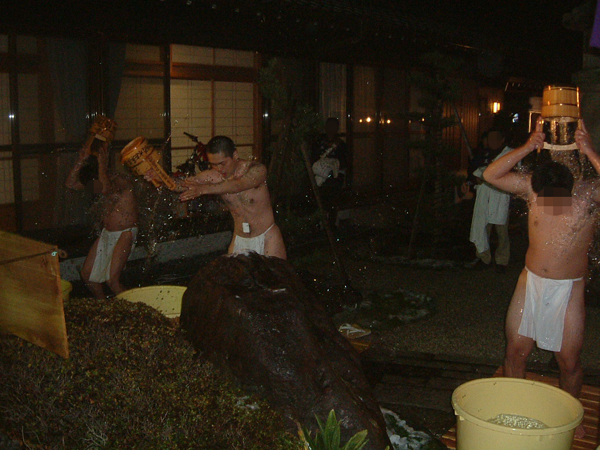
歳末迎春大祭水行祭 一般者との水行（2004年）

## 人物

### 歴代住職
- 第1世：九老僧 大乗阿闍梨本成院日澄聖人（開山）
- 第2世：吉乗院日宗上人（日澄聖人の直弟子）
- 第3世：本照院日遶上人
- 第4世：靈光院日義上人
- 第5世：慧靜院日禅上人
- 第6世：眞如院日等上人
- 第7世：周扁（行人偏に扁）院日通上人
- 第8世：妙泉院日信上人
- 第9世：圓了院日隆上人
- 第10世：遠如院日喜上人
- 第11世：潮音院日賢上人
- 第12世：大雄院日恩上人
- 第13世：平等院日惠上人
- 第14世：專弘院日誓上人（熱田本遠寺27世）
- 第15世：寶全院日契上人
- 第16世：寶粲院日榮上人（粲 = さん）
- 第17世：眞浄院日收上人
- 第18世：了啓院日近上人
- 第19世：大牙院日運上人
- 第20世：點丈院日正上人
- 第21世：深孝院日勤上人 堀井深丈
- 第22世：玉泉院日耀上人
- 第23世：唯宏院日亮上人
- 第24世：慈等院日導上人（熱田本遠寺37世）
- 第25世：唯存院日誠上人 中島宝順
- 第26世：唯信院日慧上人 林宝研
- 第27世：妙光院日本上人 村瀬友芳
- 第28世：妙孝院日董上人 松岡友孝
- 第29世：妙啓院日晃上人 伊藤友啓
- 第30世：妙章院日温上人 高木友章
- 第31世：體祥院日透上人 高木前常
- 第32世：大聖蓮乗院日瓏上人 太田日瓏（にちろう）（英義）男性、現住職。

### 補足
この両師の院号、もしくは日号のどちらかが、お互いに入れ替わって伝えられた恐れがある。6世、眞如院日通か、7世、周扁（行人偏に扁）院日等。6世、周扁（行人偏に扁）院日等か、7世、眞如院日通。の何れかの可能性もある。
- 第6世：眞如院日等上人
- 第7世：周扁（行人偏に扁）院日通上人

## 交通アクセス

### 鉄道
- 名鉄小牧線 間内駅下車、徒歩で約5分。構内看板あり。

### バス
- 名鉄バス「南外山」停留所で下車、徒歩で約3分。

### 自家用車
愛知県道102号名古屋犬山線（旧国道41号）、南外山交差点信号を右折し、最初の信号手前を左折し狭い路地を入って正面。電柱誘導看板あり。
名古屋高速11号小牧線の小牧南インターを降りて約10分。

## 周辺の神社・仏閣
- 敬法寺
- 外山神社
- 妙楽寺
- 八幡神社
- 薬師寺

## 周辺の公共施設・史跡
- 小牧市南部コミュニティセンター・小牧南児童館（ふらっとみなみ）
- 北外山城跡地（北外山砦）
- 上街道
- 木曽街道
- 愛知県道102号名古屋犬山線（旧国道41号）
- 南外山遺跡
- 池田川